# I've got to use my imagination
I’ve got to use my imagination is een single van Gladys Knight & the Pips. Het is afkomstig van hun album Imagination. Deze tweede single daarvan verkocht voornamelijk in de Verenigde Staten bijzonder goed, ze had/kreeg daar dan ook de titel 'Empress of Soul'. Het haalde niet alleen de vierde plaats in de Billboard Hot 100, maar in de afgeleide soullijst haalde het een eerste plaats. Uiteindelijk zouden er meer dan 1.000.000 exemplaren de toonbank overgaan.

## Hitnotering
In Nederland en België liep het zo’n vaart niet. Van de drie hitlijsten, bereikte ze er slechts een.

### Nederlandse Top 40
| Hitnotering: week 6 t/m 7 in 1974 | Hitnotering: week 6 t/m 7 in 1974 | Hitnotering: week 6 t/m 7 in 1974 | Hitnotering: week 6 t/m 7 in 1974 |
| Week:                             | 1                                 | 2                                 |                                   |
| --------------------------------- | --------------------------------- | --------------------------------- | --------------------------------- |
| Positie:                          | 32                                | 32                                | uit                               |